# Le Printemps (Arcimboldo)
Pour les articles homonymes, voir Le Printemps.
Le Printemps est un tableau réalisé par le peintre italien Giuseppe Arcimboldo en 1573. Partie de la série dite des Quatre Saisons, cette huile sur toile est une allégorie du Printemps à partir de fleurs et autres éléments végétaux dont l'arrangement forme un profil humain souriant tourné vers la gauche. Commandée par Maximilien II pour Auguste Ier de Saxe, elle est conservée au musée du Louvre, à Paris, en France, depuis 1964.
Il en existe plusieurs versions, dont la plus ancienne est celle de 1563 conservée à l'Académie royale des Beaux-Arts Saint-Ferdinand, à Madrid, en Espagne. Celle-ci ne comporte pas l'encadrement floral qui fait la particularité de la version du Louvre, et que l'on suppose ajouté au XVIIe siècle.

## Galerie

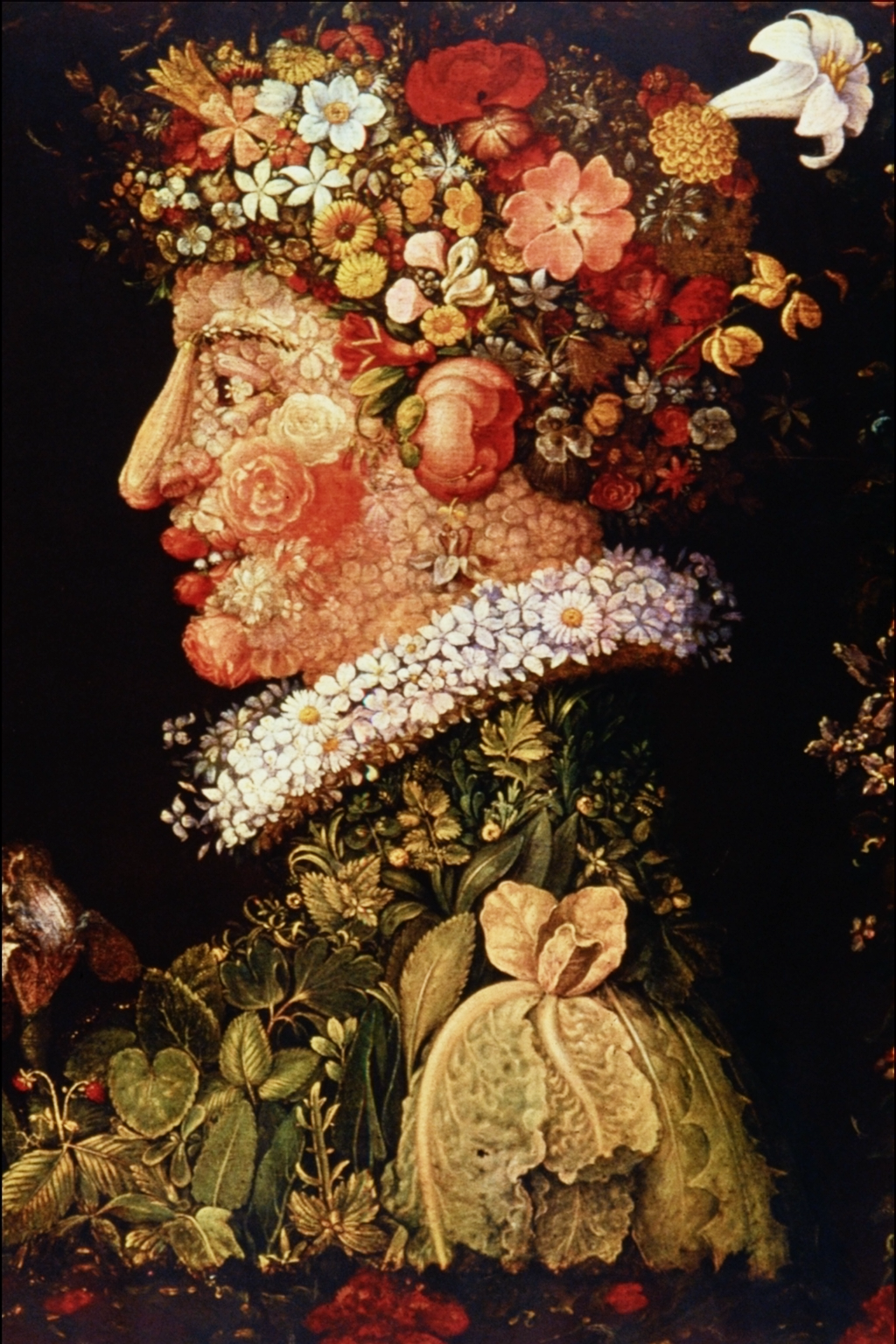
Le Printemps de 1563, à l'Académie royale des Beaux-Arts Saint-Ferdinand, à Madrid.